# Leština u Zábřeha
Leština (deutsch Lesche) ist eine Gemeinde in Tschechien. Sie liegt vier Kilometer östlich von Zábřeh und gehört zum Okres Šumperk.

## Geographie
Leština befindet sich am Fuße der Úsovská vrchovina (Ausseer Hügelland) in der Müglitzer Furche (Mohelnická brázda). Das Dorf liegt am linken Ufer der March. Östlich verläuft der Kunstgraben Vitošovský náhon. Im Osten erheben sich die Trlina (523 m) und der Bílý kámen (Weißer Stein, 588 m). Südöstlich liegen die Kalksteinbrüche von Vitošov. Südlich des Dorfes münden die Moravská Sázava und der Kanal Vitošovský náhon in die March ein.
Nachbarorte sind Nový Dvůr und Postřelmov im Norden, Lesnice und Dolní Brníčko im Nordosten, Rohle im Osten, Vitošov im Südosten, Lukavice und Zvole im Süden, Rájec im Südwesten, Ráječek im Westen sowie Zábřeh im Nordwesten.

## Geschichte
Archäologische Funde weisen eine Besiedlung der Gegend seit der Bronzezeit nach. Das am Fuße des Ausseer Hügelland zwischen Leština und Postřelmov an der March gelegene Dorf Zálavčí wurde 1371 erstmals urkundlich erwähnt. Die Ersterwähnung von Lestyna erfolgte von 1392 in der Olmützer Landtafel im Zuge des Verkaufs von Teilen des erloschenen Dorfes Zálavčí mit der Feste Víšek an Ondřej von Leznice. Dabei wurde auch die Grenze zwischen Leznice und Lestyna festgeschrieben. Leština war Teil der Herrschaft Hohenstadt. Nachdem die Tunkl von Brünnles diese 1442 erworben hatten, erfolgte die Anlegung mehrerer Fischteiche um den Ort. Im 16. Jahrhundert wurde Leština Sitz eines Freirichters. Zur Vogtei Leština gehörten auch die Fluren der Wüstung Zálavčí. Wegen der Lage an einer wichtigen mittelalterlichen Handelsstraße entstand bei Leština eine Brücke über die March, auf der seit dem 16. Jahrhundert Maut erhoben wurde. Wegen seiner Lage an der Handelsverbindung wuchs das Dorf an und erholte sich recht bald von den Folgen des Dreißigjährigen Krieges. 1670 bestand Leština aus 12 Bauernwirtschaften, fünf Gärtnern und sieben Häuslern. In dieser Zeit wurde das Gericht durch die Hohenstädter Herrschaft zu einem Gasthof umgewandelt. An der March entstanden eine Walke und eine Ölmühle. Seit 1770 ist eine Schule nachweisbar. Zu Beginn des 19. Jahrhunderts erfolgte die Trockenlegung der Teiche und deren Nutzung als Ackerland. Leština war mehrfach von Hochwassern der March betroffen. 1834 lebten in den 87 Häusern des Dorfes 597 Einwohner.
Nach der Aufhebung der Patrimonialherrschaften bildete Leština / Lesche ab 1850 eine Gemeinde im Bezirk Hohenstadt. Zu Beginn des 20. Jahrhunderts lebten die meisten der Bewohner von Lohnarbeit in den Fabriken von Hohenstadt und Zautke sowie den Witschauer Kalksteinbrüchen. Der Ort war eine Hochburg der Sozialdemokraten und ab 1921 der Kommunisten. Er erhielt deshalb während der Ersten Republik den Ortsnecknamen Malá Moskva (Klein Moskau). 1930 hatte Leština 1030 Einwohner, die mehrheitlich Tschechen waren.
Nach dem Münchner Abkommen wurde Lesche 1938 dem Deutschen Reich zugeschlagen und gehörte bis 1945 zum Landkreis Hohenstadt. 1939 lebten in Lesche 1097 Menschen. Ein Teil der kommunistisch orientierten Arbeiterschaft wurde während des Zweiten Weltkrieges in Umerziehungslager der Organisation Todt in der Ukraine verschleppt. Anfang Mai 1945 wurde der Ort Schauplatz der Massaker von Leština. Nach Kriegsende verließen im Mai 1945 der größte der Teil der Einwohner das Dorf und übersiedelte in die Sudetengebiete. Nach der Machtübernahme der Kommunisten im Jahre 1948 wurde eine Vielzahl von Ämtern im Okres Zábřeh mit Funktionären aus Leština besetzt. 1961 kam die Gemeinde zum Okres Šumperk. Im Mai 2000 wurden die Opfer des Pogroms vom 9. Mai 1945 exhumiert. 2008 wurden die Ereignisse von 1945 in dem  Dokumentarfilm „Kde se valí kameny“ (Wohin die Steine rollen) aufgearbeitet.

## Gemeindegliederung
Für die Gemeinde Leština sind keine Ortsteile ausgewiesen.

## Sehenswürdigkeiten
- Kapelle des hl. Wenzel, erbaut 1754, am Dorfplatz
- Statue der hl. Philomena
- Gehöft Nr. 9, errichtet im 19. Jahrhundert in Volksbauweise
- Denkmal für die Helden der Sowjetunion, errichtet 1951 nach Plänen von V. Brzobohatý
- Trauerhalle
- Naturschutzgebiet „Pod Trlinou“, östlich des Dorfes an der Trlina